# 小渡俊彰
小渡俊彰（おど としあき）は沖縄県宜野湾市出身で、TEAM SPOT JUMBLE所属のタレント。謎の豚ラッパーユニット『BuheeeN』のプロデューサー。通称『オッディ』。テレビドラマ「運命の人」「オキナワノコワイハナシ」映画「涙そうそう」「天の茶助」などに出演。FM沖縄で放送中のラジオ番組「オッディの三割モノマネ～沖縄珍道中～」の三割しか似てないモノマネは定評がある。

## オッディの三割モノマネ～沖縄珍道中～
『オッディの三割モノマネ～沖縄珍道中～』（オッディのさんわりモノマネおきなわちんどうちゅう）は、FM沖縄で放送されているミニ番組である。2014年5月1日放送開始。

### パーソナリティ
- 小渡俊彰

### 主なレパートリー

#### 三割モノマネ
- 武田鉄矢
- 長渕剛
- 美輪明宏
- 荒井由実
- レミオロメン
- 山下達郎
- 桜井和寿（B'z）
- 藤井聡太
- 孫悟空（ドラゴンボール）
- ジョン・レノン
- シルベスター・スタローン
- スティーブン・セガール
- 大友康平
- GACKT
- 儀間真常と野國總管

など多数。

#### 擬人化シリーズ
- 空き缶
- 沖縄本島

### 関連番組
TSJの今夜もゲネプロ～緞帳上がります！～
- 番組内コーナー「オッディの三割モノマネ～沖縄珍道中～　TSJバージョン」にて，オッディとTSJのメンバーが三割モノマネを繰り広げる

| FM沖縄 平日17:45 - 17:50枠                                  | FM沖縄 平日17:45 - 17:50枠                                | FM沖縄 平日17:45 - 17:50枠        |
| 前番組                                                      | 番組名                                                    | 次番組                            |
| ----------------------------------------------------------- | --------------------------------------------------------- | --------------------------------- |
| Now Tasty Time （1992年4月6日 - 2014年4月30日） 【5分縮小】 | オッディの三割モノマネ 〜沖縄珍道中〜 （2014年5月1日 - ） | [[琉球日産 PRESENTS JOY OF LIFE]] |